# 三原羽衣
三原 羽衣（みはら うい、2002年9月22日 - ）は、日本のモデル、YouTuber、女優。兵庫県出身。TRUSTAR所属。

## 来歴
出身は兵庫県である。小学校在学中（6年生）の2014年ごろから、子供服ブランドJENNIのモデルを務める。
高校在学中（2年生）の2020年に、CONOMiが主催する『第7回 日本制服アワード』で女子グランプリに選ばれた。受賞後のインタビューでは、TikTokにはまっていることを語っていた。
2021年にはYouTubeチャンネルも開設した。同年8月15日、WOWOWオンデマンドで放送された『ショートショート劇場『こころのフフフ』』で女優デビュー。同年11月18日にYouTubeで公開された鈴木鈴木『ホワイトキス』で初めてミュージックビデオに出演。
2022年1月14日、テレビ東京・木ドラ24『真夜中にハロー!』に出演し、地上波連続ドラマ初出演。同年2月11日公開『劇場版ほんとうにあった怖い話～事故物件芸人4～』で映画初出演。同年5月21日、日本テレビ・土曜ドラマ『パンドラの果実〜科学犯罪捜査ファイル〜 Season1』第5話にゲスト出演し、ゴールデンプライムタイムの連続ドラマに初出演。同年5月27日から7月29日、WOWOWプライムで放送のWOWOWオリジナルドラマ『異世界居酒屋「のぶ」Season 2 〜魔女と大司教編〜』で連続ドラマに初めてレギュラー出演。同年8月14日から10月30日、AbemaTVで放送の恋愛リアリティ番組『オオカミちゃんとオオカミくんには騙されない』に出演。同年9月22日に自身初の1st写真集『ういういしい、』、ファーストフォトブック『19→20(ナインティーントゥエンティ)』を発売。同年12月28日、BUMPにて配信されたウェブドラマ『脳内がハルトくんになった私は妄想が止まりません。』でリカ役で出演し、ドラマ初主演。
2023年3月29日、TBS・ドラマストリーム『私がヒモを飼うなんて』で地上波連続ドラマに初めてレギュラー出演。

## 受賞歴
2025年
- 第29回ファンタジア国際映画祭 Outstanding Performance（『ブルックリンでZ級監督と恋に落ちた私』）

## 出演

### テレビドラマ
- ショートショート劇場『こころのフフフ』（2021年8月15日、WOWOWオンデマンド）[5]
- 真夜中にハロー!（2022年1月14日、テレビ東京）
- パンドラの果実〜科学犯罪捜査ファイル〜 Season1 第5話（2022年5月21日、日本テレビ） - 女子高生 役
- 異世界居酒屋「のぶ」シリーズ（WOWOWプライム） - カミラ 役
  - Season2 〜魔女と大司教編〜（2022年5月27日 - 7月29日）[6]
  - Season3 〜皇帝とオイリアの王女編〜 第5話（2023年2月10日）
- チェイサーゲーム 第2話（2022年9月16日、テレビ東京） - 三田由衣香 役[12]
- しょうもない僕らの恋愛論 第5話（2023年2月16日、読売テレビ・日本テレビ） - 森田絵里 役
- 夕暮れに、手をつなぐ 第8話（2023年3月7日、TBS）
- 私がヒモを飼うなんて（2023年3月29日 - 5月17日、TBS） - 小田原茜 役[10]
- ガチ恋粘着獣 第1話（2023年4月9日、朝日放送テレビ・テレビ朝日） - えりこす 役[13]
- 春は短し恋せよ男子。（2023年4月24日 - 6月27日、日本テレビ） - 舞美 役
- 犬と屑（2023年6月8日 - 7月28日、毎日放送） - ヒロイン・犬飼麗香 役[14]
- こむぎの満腹記 前編・後編（2023年9月30日・10月7日、テレビ東京） - 美希 役[15][16]
- 彼女と彼氏の明るい未来（2024年1月12日 - 2月23日、毎日放送） - コト 役[17]
- Sugar Sugar Honey（2024年2月5日 - 3月25日、TOKYO MX） - 市丸かなみ 役[18]
- タカラのびいどろ（2024年7月1日 - 9月2日、BS朝日） - 四ノ宮えみり 役[19]
- 三ツ矢先生の計画的な餌付け。（2024年7月26日 - 9月6日、毎日放送） - 相沢千翔 役[20]
- 完璧ワイフによる完璧な復讐計画（2024年8月14日 - 10月2日、毎日放送・TBS） - 有馬莉々花 役[21]
- めんつゆひとり飯2（2024年10月2日 - 12月25日、BS松竹東急） - 白田舞 役[22]
- ウイングマン 第6話（2024年11月26日、テレビ東京） - 黒津 役[23]
- コールミー・バイ・ノーネーム（2025年1月10日 - 2月28日、毎日放送） - 村山早苗 役[24]
- 失踪人捜索班 消えた真実 第1話（2025年4月11日、テレビ東京） - 佐藤千晶 役[25]
- イグナイト -法の無法者- 第2話（2025年4月25日、TBS） - 女子大生 役

### ウェブドラマ
- 結婚するって、本当ですか（2022年10月7日、Amazon Prime Video） - 小宮夏美 役
- 脳内がハルトくんになった私は妄想が止まりません。（2022年12月28日、BUMP） - 主演・リカ 役[9][26]
- ぼさにまる（2023年9月22日 - 10月13日、FOD） - 美央 役[27]

### 映画
- 劇場版ほんとうにあった怖い話～事故物件芸人4～（2022年2月11日、ブロードウェイ）
- 私の卒業-第3期-「あしたのわたしへ」（2022年3月19日、マイシアターD.D） - 里見おと 役
- 死刑にいたる病（2022年5月6日、クロックワークス）[28]
- かかってこいよ世界（2023年8月25日、ライツキューブ） - 市原うい 役[29]
- シンデレラガール（2023年11月18日、ミカタ・エンタテイメント） - 美咲 役[30]
- イルカはフラダンスを踊るらしい（2023年11月25日、POPBORN） - カエデ 役[31][32][33]
- 18歳のおとなたち（2024年3月1日、レイワジャパン） - ヒロイン・宮村翆（スイ） 役[34]
- みーんな、宇宙人。（2024年6月7日、エクストリーム） - レイ 役[35]
- 6人ぼっち（2025年5月2日、ギグリーボックス） - 馬場すみれ 役[36]
- ブルックリンでZ級監督と恋に落ちた私（2026年春公開予定、エクストリーム） - 主演・シイナ 役[37]

### ウェブ番組
- オオカミちゃんとオオカミくんには騙されない（2022年8月14日 - 10月30日、AbemaTV）[7]

### ランウェイ
- 関西コレクション
  - KANSAI COLLECTION 2021 SPRING & SUMMER（2021年3月7日）
  - EXIA Presents KANSAI COLLECTION 2022 SPRING&SUMMER（2022年3月5日）[38]
- 札幌コレクション
  - Kuu Presents SAPPORO COLLECTION 2022 SPRING／SUMMER（2022年5月29日）[39]
- 東京ガールズコレクション
  - 第35回 マイナビ 東京ガールズコレクション 2022 AUTUMN／WINTER（2022年9月3日）[40]
- 「LARME」10周年記念イベント（2023年4月20日）[41]
- OKINAWA COLLECTION(沖縄コレクション) 2023（2023年9月24日、波の上うみそら公園）[42]

### イベント
- TGC teen
  - TGC teen 2020 Winter online（2020年11月13日）[43]
  - TGC teen 2021 Summer（2021年7月27日）[44]
  - TGC teen 2022 Fukuoka（2022年5月8日）[45]
  - TGC teen 2022 Tokyo supported by Up-T（2022年11月13日）[46]
  - TGC teen ICHINOSEKI 2023（2023年5月27日）[47]
- 卒業RECORD（2021年3月13日）
- シンデレラフェス
  - シンデレラフェスvol.8オンライン（2021年3月13日）
  - シンデレラフェスvol.9（2022年4月4日）[48]
- 超十代
  - 超十代2021 PREMIUM（2021年3月30日）[49]
  - 超超十代 -ULTRA TEENS FES- 2022@TOKYO（2022年3月31日）[50]
  - 超十代 -ULTRA TEENS FES- 2023＠TOKYO（2023年3月30日）[51]

## 作品

### 写真集
- 1st写真集『ういういしい、 』（2022年9月22日、宝島社）ISBN 978-4299031761[8]

## 参考資料
- “三原羽衣ちゃん”. JENNI Official site. 2021年3月26日閲覧。
- “♡ジェニィガール♡　by JENNI STAFF”. JENNI GIRL BLOG (2014年5月1日). 2021年3月26日閲覧。
- “三原羽衣、“日本一制服が似合う女子”に決定！〈第7回 日本制服アワード〉”. ACTRESS PRESS (2020年2月2日). 2021年3月26日閲覧。
- マギー (2021年2月16日). “現役JKティックトッカー・三原羽衣（18）YouTubeを開設するも、顔が違いすぎると話題に”. 秒刊SUNDAY. 2021年3月26日閲覧。